# أليك ميمي
أليك ليونارد ميمي (بالإنجليزية: Alick Leonard Maemae)‏ (مواليد 10 ديسمبر 1985 في سوراينا) لاعب كرة قدم سليماني دولي يجيد اللعب في خط الوسط . يلعب حاليا لصالح نادي هيكاري يونايتد البابوي منذ 2009 .

## روابط خارجية
- أليك ميمي على موقع الاتحاد الدولي (مؤرشف)  (الإنجليزية)
- أليك ميمي على موقع قاعدة بيانات كرة القدم.إي يو (الإنجليزية)
- أليك ميمي على موقع ناشيونال فوتبول تيمز (الإنجليزية)
- أليك ميمي على موقع كووورة